# Dennis Beemsterboer
Dennis Beemsterboer (13 de noviembre de 1982) es un deportista neerlandés que compitió en remo. Ganó dos medallas en el Campeonato Mundial de Remo, en los años 2007 y 2008, ambas en la prueba de ocho con timonel ligero.

## Palmarés internacional
| Campeonato Mundial | Campeonato Mundial   | Campeonato Mundial | Campeonato Mundial      |
| Año                | Lugar                | Medalla            | Prueba                  |
| ------------------ | -------------------- | ------------------ | ----------------------- |
| 2007               | Múnich (Alemania)    | Medalla de oro     | Ocho con timonel ligero |
| 2008               | Ottensheim (Austria) | Medalla de bronce  | Ocho con timonel ligero |